# Marathon de Berlin 2011
Navigation
Édition précédente Édition suivante
Le Marathon de Berlin de 2011 est la 38e édition du Marathon de Berlin, en Allemagne, qui a eu lieu le dimanche 25 septembre 2011. C'est le troisième des World Marathon Majors à avoir lieu en 2011 après le Marathon de Boston et le Marathon de Londres. 
Le Kényan Patrick Makau remporte la course masculine et établit un nouveau record du monde du marathon avec un temps de 2 h 3 min 38 s, améliorant de 21 secondes l'ancienne meilleure marque mondiale établie par l'Éthiopien Haile Gebreselassie lors de l'édition 2008,. La Kényane Florence Kiplagat s'impose chez les femmes en 2 h 19 min 44 s.

## Résultats

### Hommes
| Rang | Athlète                 | Nationalité    | Temps                |
| ---- | ----------------------- | -------------- | -------------------- |
|      | Patrick Makau           | Kenya          | 2 h 03 min 38 s (WR) |
|      | Stephen Kwelio Chemlany | Kenya          | 2 h 07 min 55 s      |
|      | Edwin Kimaiyo           | Kenya          | 2 h 09 min 50 s      |
| 4    | Felix Limo              | Kenya          | 2 h 10 min 38 s      |
| 5    | Scott Overall           | Royaume-Uni    | 2 h 10 min 55 s      |
| 6    | Ricardo Serrano         | Espagne        | 2 h 13 min 32 s      |
| 7    | Pedro Nimo              | Espagne        | 2 h 13 min 34 s      |
| 8    | Simon Munyutu           | France         | 2 h 14 min 20 s      |
| 9    | Driss El Himer          | France         | 2 h 14 min 46 s      |
| 10   | Hendrick Ramaala        | Afrique du Sud | 2 h 16 min 00 s      |

### Femmes
| Rang | Athlète                   | Nationalité | Temps           |
| ---- | ------------------------- | ----------- | --------------- |
|      | Florence Kiplagat         | Kenya       | 2 h 19 min 44 s |
|      | Irina Mikitenko           | Allemagne   | 2 h 22 min 18 s |
|      | Paula Radcliffe           | Royaume-Uni | 2 h 23 min 46 s |
| 4    | Atsede Habtamu            | Éthiopie    | 2 h 24 min 25 s |
| 5    | Tatyana Petrova Arkhipova | Russie      | 2 h 25 min 01 s |
| 6    | Anna Incerti              | Italie      | 2 h 25 min 32 s |
| 7    | Rosaria Console           | Italie      | 2 h 26 min 10 s |
| 8    | Valeria Straneo           | Italie      | 2 h 26 min 33 s |
| 9    | Eri Okubo                 | Japon       | 2 h 28 min 49 s |
| 10   | Miranda Boonstra          | Pays-Bas    | 2 h 29 min 23 s |

### Fauteuils roulants (hommes)
| Rang | Athlète        | Nationalité | Temps           |
| ---- | -------------- | ----------- | --------------- |
|      | Marcel Hug     | Suisse      | 1 h 29 min 31 s |
|      | Heinz Frei     | Suisse      | 1 h 29 min 32 s |
|      | Brett McArthur | Australie   | 1 h 35 min 04 s |

### Fauteuils roulants (femmes)
| Rang | Athlète              | Nationalité | Temps           |
| ---- | -------------------- | ----------- | --------------- |
|      | Edith Hunkeler       | Suisse      | 1 h 45 min 20 s |
|      | Sandra Graf          | Suisse      | 1 h 45 min 21 s |
|      | Francesca Porcellato | Italie      | 1 h 46 min 47 s |